# Carl Ridders
Carl Ridders (Roosendaal, 30 juni 1958 – Antwerpen, 7 december 2008) was een Nederlands acteur die vooral in Vlaanderen bekendheid genoot.
Ridders was onder andere bekend als Claude in Het sacrament van Hugo Claus, van de theatermonologen Uitvaren en De Elzenkoning, en van televisie als dokter Koen Laenen uit Spoed en als Woppy in Wizzy en Woppy. Hij speelde ook een gastrol als kunstdief in Flikken.
In 2000 speelde hij mee in de langspeelfilm Plop in de Wolken als kabouter Slim.
Carl Ridders overleed thuis te Antwerpen op vijftigjarige leeftijd. Hij leed aan de zenuwziekte ALS en koos voor euthanasie.

## Filmografie
- Adriaen Brouwer (1986)
- Het sacrament (1989) - als Claude
- Alfa Papa Tango (1991)
- Commissaris Roos (1992) - als pa Smolders
- She Good Fighter (1995) - als Didier Bracke
- Deman (1998) - als Paul Durant
- Heterdaad (1998) - als Eddy Vosberg
- Recht op Recht (1999) - als meneer Talboon
- Film 1 (1999) - als Jacques
- Wizzy en Woppy (1999-2007) - als Woppy
- Team Spirit (2000) - als Deruwe
- Plop in de Wolken (2000) - als kabouter Slim
- Flikken (2003) - als kunstdief Ruud
- Witse (2004) - als René Claessens
- Aspe (2004) - als Olaf Asselberghs
- Matroesjka's (2005) - als Jos
- Spoed (2005) - als dokter Koen Laenen
- Rupel (2005) - als Thomas Wit
- De Hel van Tanger (2006) - als Geuzenbroek

## Videografie
VHS:
- Wizzy en Woppy - De radio
- Wizzy en Woppy - De trommel
- Plop in de Wolken
- Wizzy en Woppy - Blindemannetje spelen
- Wizzy en Woppy - Piraten
- Wizzy en Woppy - De theepot
- Wizzy en Woppy - Het dierenorkest
- Wizzy en Woppy - De zwevende koek
- Wizzy en Woppy - Vliegen

DVD:
- Plop in de Wolken
- Het beste van Wizzy en Woppy
- Wizzy en Woppy - De radio
- Wizzy en Woppy - De trommel
- Wizzy en Woppy - Vliegen